# Molophilus (Molophilus) obliviosus
Molophilus (Molophilus) obliviosus is een tweevleugelige uit de familie steltmuggen (Limoniidae). De soort komt voor in het Neotropisch gebied.